# Erste Philosophie
Erste Philosophie (πρώτη φιλοσοφία – prōtē philosophia) bezeichnet für Aristoteles den primären Gegenstandsbereich innerhalb der theoretischen Wissenschaft.
Sie setzt sich zusammen aus:
- einer Ontologie, die ‚Was ist (im höchsten Maße) seiend?‘ fragt;
- einer Theologie, deren Gegenstand die Frage nach der Existenz und der Beschaffenheit eines höchsten Seienden, dem unbewegten Bewegenden, ist (vgl. Natürliche Theologie);
- und ggf. eine Metawissenschaft, deren Gegenstände Evidenzen bzw. erste Denkprinzipien wie der Satz vom Widerspruch sind.

Eine solche Wissenschaft wird von Aristoteles in denjenigen seiner Schriften dargestellt, die später unter dem Titel „Metaphysik“ zusammengefasst wurden. Die von Aristoteles so genannte Erste Philosophie entspricht i. w. S. der heute Metaphysik genannten philosophischen Teildisziplin.
Es gilt als umstritten, ob die frühe Bezeichnung dieser aristotelischen Schrift als „Metaphysik“ tatsächlich auf den Inhalt referiert oder lediglich ausdrückt, dass die Vorlesungen über die „Erste Philosophie“ nach denen der Naturwissenschaften folgten (griech. „meta“ = „nach“ oder „hinter“). Auf jeden Fall gibt Aristoteles der Ersten Philosophie den systematischen Vorrang gegenüber allen anderen Wissenschaften, die er gepflegt und der Philosophie (wie in der Antike noch üblich) ein- und untergeordnet hat (wie z. B. Physik, Logik, Grammatik, Astronomie usw.). 
René Descartes unterstützt diese Aufteilung und erklärt in einem berühmten Vergleich: «Die gesamte Philosophie ist also einem Baume vergleichbar, dessen Wurzel[n] die Metaphysik, dessen Stamm die Physik und dessen Zweige alle übrigen Wissenschaften sind, die sich auf drei hauptsächliche zurückführen lassen, nämlich auf die Medizin, die Mechanik und die Ethik [la morale]».